# Geschreven taal
Geschreven taal is de weergave van gesproken taal door middel van een systeem dat de spraakklanken vertegenwoordigt, ofwel schrift.
Geschreven taal is een uitvinding, in tegenstelling tot gesproken taal, die zich samen met de moderne mens ontwikkeld heeft. Kinderen leren uit instinct alleen gesproken taal (of in bijzondere gevallen gebarentaal) te gebruiken.
Geschreven taal manifesteert zich meestal ook als literaire traditie en is altijd een aanvulling op een bepaalde natuurlijke taal zoals Engels of Frans. Er bestaan geen talen die uitsluitend in geschreven vorm voorkomen, bepaalde soorten kunsttalen zoals programmeertaal buiten beschouwing gelaten. Van dode talen is wel alleen de geschreven vorm bewaard gebleven.
Geschreven taal verandert in de regel veel langzamer dan gesproken taal. Als de gesproken en de geschreven vormen van een taal heel veel verschillen, zoals dat bijvoorbeeld het geval is in het Arabisch, wordt het resultaat diglossie genoemd. Dit komt in het bijzonder voor bij literaire taal versus "gewone" schrijftaal. Ook het geschreven Nederlands verschilt op bepaalde punten duidelijk van het Nederlands in gesproken vorm; zo is het gebruik van bepaalde voegwoorden als evenwel en ofschoon vrijwel uitsluitend aan de geschreven taal voorbehouden (zie verder register).